# براکل، آلمان
شهر براکل، آلمان در ایالت نوردراین-وستفالن در کشور آلمان واقع شده است.